# Geleira Minnesota
A geleira Minnesota ou glaciar Minnesota é um amplo glaciar de vale na Antártida. Tem cerca de 64 km de comprimento por 8 km de largura e flui para leste, através das montanhas Ellsworth, separando as cordilheiras Sentinela e a Heritage. É alimentada pelo gelo do planalto oeste das montanhas e pelas geleiras Nimitz e Splettstoesser. A geleira Minnesota se funde para dentro do córrego de gelo Rutford na margem leste das montanhas Ellsworth.
Foi batizado pelo US-ACAN (Comitê Consultivo para Nomes Antárticos) e recebeu o nome da Universidade de Minnesota, que enviou grupos de pesquisa para as montanhas Ellsworth em 1961–62, 1962–63 e 1963–64.